# Gerardo Nieves Loja
Gerardo Miguel Nieves Loja (El Valle, 13 de junio de 1963) es un eclesiástico, misionero y profesor investigador católico ecuatoriano. Es el obispo auxiliar de Guayaquil, desde octubre de 2021.

## Biografía
Gerardo Miguel nació el 13 de junio de 1963, en la parroquia de El Valle, del cantón ecuatoriano de Cuenca. Hijo de Federico Nieves y Ana María Loja.
Realizó los estudios eclesiásticos en el Seminario Mayor de Cuenca y en la Universidad Pontificia Bolivariana (Colombia), con los Misioneros Javerianos de Yarumal. Fue enviado a Francia, donde obtuvo una maestría en Teología y un doctorado en Filosofía, en la Universidad de Estrasburgo.

### Sacerdocio
Su ordenación sacerdotal fue el 12 de diciembre de 1993, en Colombia, para los Misioneros Javerianos de Yarumal.
Fue misionero en la diócesis de Maroua-Mokolo (Camerún), entre 1994 y 1997, siendo posteriormente destinado a la formación de los jóvenes misioneros.
Se incardinó en la diócesis de Riobamba, donde a partir del año 2000, ha desempeñado los siguientes cargos pastorales:
- Profesor y rector del Seminario Mayor de Chambo.
- Delegado de Pastoral Juvenil diocesana.
- Coordinador de la Zona Riobamba.
- Párroco de las parroquias de Guano, Santa Rosa y la Sagrada Familia de Bellavista.
- Profesor en el Centro de Idiomas en la Escuela Superior Politécnica de Chimborazo.[3]
- Profesor investigador de la Universidad Nacional de Chimborazo.
- Vicario general de Riobamba (2014-2020).

También es autor de numerosas publicaciones científicas en el área de humanidades.

### Episcopado

#### Riobamba
El 27 de octubre de 2020, el papa Francisco lo nombró obispo coadjutor de Riobamba. Como tal, tenía derecho a sucesión cuando la renuncia del obispo sea aceptada, y quede sede vacante.
Informó que iba a ser consagrado el 16 de enero de 2021, pero luego se postergó al 27 de febrero del mismo año.
El 28 de abril de 2021, el papa Francisco le aceptó la renuncia por motivos personales. Anteriormente se había denunciado que Nieves había provocado un accidente de tránsito en el que murió su hermana. Para evitar un proceso penal por parte de la justicia ecuatoriana, fue enviado a Francia para realizar más estudios.
En la toma de posesión canónica del administrador apostólico de Riobamba; el nuncio apostólico en Ecuador, Andrés Carrascosa, pronunció el afecto del Papa y de la CEE ante lo sucedido en días pasados:

Quiero comenzar dando las gracias a mis hermanos obispos, numerosos, que sin invitación ninguna por parte de nadie hemos venido a acompañar a la diócesis de Riobamba, a arropar a dos hermanos nuestros que han sido calumniados estos últimos días, y a apoyar al nuevo administrador apostólico. 

Quiero decir alto y claro, y espero que los medios de comunicación tomen nota, sobre todo aquellos que se han dedicado a calumniar..... El día que monseñor Julio Parrilla cumplió 75 años, el 25 de marzo, estuve 40 minutos en audiencia privada de trabajo con el papa Francisco y se perfectamente lo que el papa Francisco piensa de monseñor Julio Parrilla y del padre Gerardo Nieves. 

Y quiero que quede claro que todo lo que ha salido de esto es mentira. No podemos generalizar; hay medios que lo han hecho seriamente, pero hay otros medios que lo han hecho sin ninguna ética y creo que en una sociedad sana todos los ciudadanos tenemos derecho a reclamar que haya ética en quien tiene un poder tan grande como el de la prensa. No se puede asesinar a las personas en los medios de comunicación gratuitamente con mentiras.

Continuó con el discurso para hablar del obispo Julio Parilla y luego aludió al padre Nieves:

Y en el caso del padre Gerardo Nieves, motivos absolutamente personales y respetables, hicieron que también presentara la renuncia y el papa entendió perfectamente, y repito hablé largo y tendido con él sobre este tema. Y si hay alguien que sabe lo que piensa, soy yo, modestamente; porque nadie estaba en esa audiencia....

Luego, el arzobispo Alfredo Espinoza, en su discurso dijo:

Agradecidos con Gerardo, que desde la sencillez, desde la humildad continua sirviendo a esta Iglesia de Riobamba.

#### Guayaquil
El 23 de octubre de 2021, el papa Francisco lo nombró obispo titular de Tigisi en Numidia y obispo auxiliar de Guayaquil. Fue consagrado el 4 de noviembre del mismo año, en la catedral de Guayaquil, a manos del arzobispo Luis Cabrera Herrera OFM.
Una de sus primeras actividades como obispo auxiliar fue la visita pastoral, en la cárcel de mujeres de Guayaquil, donde constató la labor pastoral carcelaria.